# Profronde van Drenthe 2008
La Profronde van Drenthe 2008, quarantaseiesima edizione della corsa, valida come evento dell'UCI Europe Tour 2008 categoria 1.1, si svolse il 12 aprile 2008 su un percorso di 209 km. Fu vinta dall'olandese Coen Vermeltfoort, che terminò la gara in 5h 08' 02" alla media di 40,709 km/h.
Dei 162 ciclisti alla partenza 62 portarono a termine la competizione.

## Ordine d'arrivo (Top 10)
| Pos. | Corridore         | Squadra         | Tempo    |
| ---- | ----------------- | --------------- | -------- |
| 1    | Coen Vermeltfoort | Rabobank Cont.  | 5h08'02" |
| 2    | Stefan van Dijk   | Mitsubishi      | a 1'14"  |
| 3    | Fulco van Gulik   | KrolStonE       | a 1'22"  |
| 4    | Eric Baumann      | Sparkasse       | s.t.     |
| 5    | Jos van Emden     | Rabobank Cont.  | s.t.     |
| 6    | Johnny Hoogerland | Van Vliet-EBH   | s.t.     |
| 7    | Adriaan Helmantel | Cyc. Jo Piels   | s.t.     |
| 8    | Bert Scheirlinckx | Landbouwkrediet | s.t.     |
| 9    | Giampaolo Cheula  | Barloworld      | s.t.     |
| 10   | Geert Omloop      | Mitsubishi      | s.t.     |